# Fissidens biformis
Fissidens biformis är en bladmossart som beskrevs av Mitten 1859. Fissidens biformis ingår i släktet fickmossor, och familjen Fissidentaceae. Inga underarter finns listade i Catalogue of Life.